# Европско првенство у атлетици у дворани 1974 — 60 метара препоне за мушкарце
Такмичење у дисциплини трчања на 60 метара са препонама у мушкој конкуренцији на петом Европском првенству у атлетици у дворани 1975. године одржано је у дворани Скандинавијум у Гетеборгу, (Шведска) 10. марта.
Титулу европске првакиње освојену на Европском првенству у дворани 1973. у Ротердаму бранио је Франк Зибек из Источне Немачке.

## Земље учеснице
Учествовало је 16 атлетичара из 12. земаља.
1. Грчка (1)
2. Западна Немачка (1)
3. Источна Немачка (1)
4. Италија (1)
5. Луксембург (1)
6. Пољска (2)
7. Совјетски Савез (2)
8. Француска (2)
9. Чехословачка (2)
10. Швајцарска (1)
11. Шведска  (1)
12. Шпанија  (1)

## Рекорди
| Рекорди пре почетка Европског првенства у дворани 1974.    | Рекорди пре почетка Европског првенства у дворани 1974. | Рекорди пре почетка Европског првенства у дворани 1974. | Рекорди пре почетка Европског првенства у дворани 1974. | Рекорди пре почетка Европског првенства у дворани 1974. | Рекорди пре почетка Европског првенства у дворани 1974. |
| ---------------------------------------------------------- | ------------------------------------------------------- | ------------------------------------------------------- | ------------------------------------------------------- | ------------------------------------------------------- | ------------------------------------------------------- |
| Светски рекорд                                             | Франк Зибек                                             | Источна Немачка                                         | 7,69 ем                                                 | Ротердам, Холандија                                     | 11. март 1973.                                          |
| Европски рекорд                                            | Франк Зибек                                             | Источна Немачка                                         | 7,69 ем                                                 | Ротердам, Холандија                                     | 11. март 1973.                                          |
| Рекорди европских првенстава                               | Франк Зибек                                             | Источна Немачка                                         | 7,69 ем                                                 | Ротердам, Холандија                                     | 11. март 1973.                                          |
| Рекорди после завршеног Европског првенства у дворани 1974 |                                                         |                                                         |                                                         |                                                         |                                                         |
| Светски рекорд                                             | Анатолиј Мошијашвили                                    | Совјетски Савез                                         | 7,66                                                    | Гетеборг, Шведска                                       | 10. март 1974.                                          |
| Европски рекорд                                            | Анатолиј Мошијашвили                                    | Совјетски Савез                                         | 7,66                                                    | Гетеборг, Шведска                                       | 10. март 1974.                                          |
| Рекорди европских првенстава                               | Анатолиј Мошијашвили                                    | Совјетски Савез                                         | 7,66                                                    | Гетеборг, Шведска                                       | 10. март 1974.                                          |

## Освајачи медаља
|                                      |                           |                             |
| Анатолиј Мошијашвили Совјетски Савез | Мирослав Воздински Пољска | Франк Зибек Источна Немачка |

## Резултати
Закмичење у овој дисциплини оджано је у два нивоа:квалификације и финале. Цело такмичење одржано је 19. марта.

### Квалификације
У квалификацијама такмичари су били подељени 2 групе: по по 8 такмичара. У за полуфинале су се квалификовале по четири првпласиране из све  групе (КВ)
| Пласман | Група | Атлетичар            | Земља           | Време | Белешка  |
| ------- | ----- | -------------------- | --------------- | ----- | -------- |
| 1.      | 2     | Анатолиј Мошијашвили | СССР            | 7,75  | КВ,      |
| 2.      | 2     | Франк Зибек          | Источна Немачка | 7,81  | КВ       |
| 3.      | 1     | Ги Дри               | Француска       | 7,87  | КВ       |
| 3.      | 2     | Мирослав Вођински    | Пољска          | 7,87  | КВ,      |
| 5.      | 1     | Виктор Мјасников     | Совјетски Савез | 7,93  | КВ       |
| 6.      | 4     | Лешек Вођински       | Пољска          | 7.94  |          |
| 7.      | 4     | Ђузепе Бутари        | Италија         | 7,98  | КВ,ЛРСд  |
| 8.      | 2     | Беат Пфистер         | Швајцарска      | 7,98  | ЛР       |
| 9.      | 2     | Јаник Весен          | Француска       | 8,00  | ЛРд      |
| 10.     | 1     | Кристер Клерселиус   | Шведска         | 8,01  | КВ, =ЛРд |
| 11.     | 1     | Властимил Хоферек    | Чехословачка    | 8,02  | ЛРСд     |
| 12.     | 1     | Гинтер Никле         | Западна Немачка | 8,06  | ЛРд      |
| 13.     | 2     | Ефстритиос Василију  | Грчка           | 8,08  | ЛРд      |
| 14.     | 1     | Хорхе Запата         | Шпанија         | 8,11  |          |
| 15.     | 2     | Петр Чех             | Чехословачка    | 8,15  | ЛРС      |
| 16.     | 1     | Ив Кирпаш            | Луксембург      | 8,33  |          |

### Финале
| Пласман | Атлетичар            | Земља           | Резултат | Белешка |
| ------- | -------------------- | --------------- | -------- | ------- |
|         | Анатолиј Мошијашвили | СССР            | 7,66     | СРд     |
|         | Мирослав Вођински    | Пољска          | 7,68     | НРд     |
|         | Франк Зибек          | Источна Немачка | 7,75     | ЛРСс    |
| 4.      | Лешек Вођински       | Пољска          | 7,84     |         |
| 5.      | Ђузела Бутари        | Италија         | 8,01     |         |
| 6.      | Кристер Крејселијус  | Шведска         | 8,05     |         |
| 7.      | Виктор Мјасников     | Совјетски Савез | 8,51     |         |
| -       | Ги Дри               | Француска       | НЗ       |         |

## Укупни биланс медаља у трци на 60 (50) метара са препонама за мушкарце после  5. Европског првенства у дворани 1970—1974.
|    | Земља           |   |   |   |    |
| -- | --------------- | - | - | - | -- |
| 1. | Западна Немачка | 2 | 1 | 0 | 3  |
| 2. | Источна Немачка | 1 | 1 | 2 | 4  |
| 3. | Совјетски Савез | 1 | 1 | 1 | 3  |
| 4. | Француска       | 1 | 0 | 1 | 2  |
| 5. | Пољска          | 0 | 2 | 0 | 2  |
| 6. | Италија         | 0 | 0 | 1 | 1  |
|    | Укупно {6}      | 5 | 5 | 5 | 15 |

|    | Атлетичар            | Земља           |   |   |   |   |
| -- | -------------------- | --------------- | - | - | - | - |
| 1. | Франк Зибек          | Источна Немачка | 1 | 1 | 1 | 3 |
| 2. | Ги Дри               | Француска       | 1 | 0 | 1 | 2 |
| 2. | Анатолиј Мошијашвили | СССР            | 1 | 0 | 1 | 2 |